# Koncert (film 1984)
Koncert – krótki, czarno-biały film z roku 1984 do muzyki Henryka Mikołaja Góreckiego zrealizowany według scenariusza i w reżyserii Krzysztofa Pulkowskiego w zdjęciach Czesława Chwiszczuka i Leszka Raziuka. 
Jest to pierwszy film tego reżysera, który miał być sprawdzianem realizacyjnym. Wyprodukowany za prywatne pieniądze przy pomocy grających przed kamerą i pracujących poza nią przyjaciół. Zrealizowany w jeden dzień i noc na korytarzach i w przestrzeniach Filologii Polskiej Uniwersytetu Wrocławskiego. 
Ekipa filmowa i sprzęt pochodziły z planu realizowanego w tym czasie Yesterday, filmu Radosława Piwowarskiego. 
Film zdobył nagrodę na Międzynarodowym Festiwalu Filmowym "Film poza kinem" we Wrocławiu. Główną rolę zagrał w nim Waldemar Wróblewski, a partnerowali mu m.in.: Anna Wasilewska, Małgorzata Wieliczko, Ewa Mormul, Lech Stasiewicz, Paweł Jarodzki, Sławomir Bobowski, Mieczysław Konik, Andrzej Baworowski, Mariusz Zalejski, Edward Wielkoszyński i Stanisław Szymański. Film inspirowany był Koncertem klawesynowym op. 40 Henryka Mikołaja Góreckiego w wykonaniu Elżbiety Chojnackiej i Polskiej Orkiestry Kameralnej pod dyrekcją Jerzego Maksymiuka. Film jest poetycką i dynamiczną metaforą walki natury z kulturą i próbą współczesnego użycia poetyki ekspresjonizmu niemieckiego.